# Актюбинський сільський округ (Мангистауський район)
Актю́бинський сільський округ (каз. Ақтөбе ауылдық округі, рос. Актюбинский сельский округ) — адміністративна одиниця у складі Мангистауського району Мангистауської області Казахстану. Адміністративний центр — село Уштаган.
Населення — 1772 особи (2021; 1574 у 2009, 2105 у 1999, 2262 у 1989).
Станом на 1989 рік існувала Актюбинська сільська рада (села Жарма, Сазди, Сауискан, Уштаган). 2005 року було ліквідовано село Саускан.

## Склад
До складу округу входять такі населені пункти:
| Населений пункт | Колишні назви | Населення, осіб (1989) | Населення, осіб (1999) | Населення, осіб (2009) | Населення, осіб (2021) |
| --------------- | ------------- | ---------------------- | ---------------------- | ---------------------- | ---------------------- |
| Жарма, село     | -             | 336                    | 209                    | 67                     | 103                    |
| Сазди, село     | -             | 306                    | 344                    | 182                    | 153                    |
| Саускан, село   | Сауискан      | 197                    | 405                    | -                      | -                      |
| Уштаган, село   | -             | 1423                   | 1147                   | 1325                   | 1516                   |